# Rumaliza
Mohammed bin Hassan Rumaliza, Mohammed Ben Khalfan più spesso Rumaliza (in swahili "colui che arraffa"; verso il 1850), fu sultano di Ujiji, città situata sulla riva orientale del lago Tanganica nell'attuale Tanzania.
Anche se considerato come un Arabo-Swahili, etnicamente era un "bianco" (Arabo).
Vassallo di Tippu Tip, si fece conoscere negli anni 1880 e 1890 per azioni violente mirate alla esplorazione e alla conquista nell'Africa centrale dei territori sotto il suo controllo, e in particolare per il commercio dell'avorio e la tratta degli schiavi.
Nel 1884 minaccia il Burundi in quegli anni sotto la reggenza di Mwezi Gisabo, ma viene sconfitto a Uzige nei dintorni dell'attuale Bujumbura nel 1886.
Incontra l'esploratore tedesco Hermann Wissmann nel 1887, ma Rumaliza lo scoraggia ad avventurarsi a nord del lago Tanganica. Da allora per due anni si oppone ai tedeschi.
A partire dal 1891, è alle prese con le spedizioni della Società antischiavista belga condotte da Alphonse Jacques de Dixmude, arrivato ad aiutare il luogotenente Léopold Louis Joubert e i Padri bianchi. Assedia Albertville, dove Jacques si era ritirato, per 9 mesi dall'aprile 1892.
Dall'estate 1893 cerca di conquistare Maniema, mantiene Kabambare e prova a riconquistare Nyangwe e Kasongo che il commerciante di schiavi Sefu bin Hamid dovette abbandonare alle truppe della Forza pubblica di Francis Dhanis qualche mese prima. Finalmente nel gennaio del 1894 viene sconfitto da quest'ultimo e il suo accampamento di Bena Kalunga viene distrutto. Si arrenderà più tardi agli Inglesi nel Nyassaland.